# LASARsat
LASARsat je česká družice, jež byla ke konci roku 2024 vypuštěna na nízkou oběžnou dráhu Země a stala se třináctou českou družicí.
LASARsat byl zkonstruován brněnskou firmou Spacemanic pro skupinu LASAR Crew a slouží k ověření funkčnosti technologie, která má být schopna resetovat družice na oběžné dráze Země za použití vysokoenergetického laseru. Za její teoretické představení získal tým LASAR ocenění v rámci americké soutěže Conrad Spirit of Innovation Challenge. LASARsat  bude také testovat technologie na odstraňování kosmického odpadu na oběžné dráze.
Družice byla vynesena na raketě Falcon 9 americké společnosti SpaceX v rámci sdílené mise Bandwagon-2, která odstartovala z kalifornské Vandenbergovy základny 21. prosince 2024.

## Popis družice

### Konstrukce
LASARsat má konstrukci tzv. 1U CubeSatu, které jsou standardizovaně krychlového tvaru o délce hrany 10 cm a objemu 1000 cm³. Jeho přesné rozměry jsou 100 × 100 × 112 milimetrů, hmotnost 1,2 kilogramu a je vyroben převážně z hliníkových slitin.

### Přístrojové vybavení
Kromě vědeckých přístrojů je družice vybavena letovými počítači, fotovoltaickými panely a bateriemi pro napájení, nebo komunikačními zařízeními, která jsou určena pro radioamatérskou komunikaci. Satelit je též osazen gyroskopy a magnetometry, sloužícím k přesnému měření rotace satelitu a případně její změny důsledkem působení laserového paprsku. LASARsat také ve svých útrobách nese kapsli s českým nealkoholickým pivem, uvařeným speciálně k příležitosti startu družice pivovarem v Předklášteří.

#### Vědecké přístroje

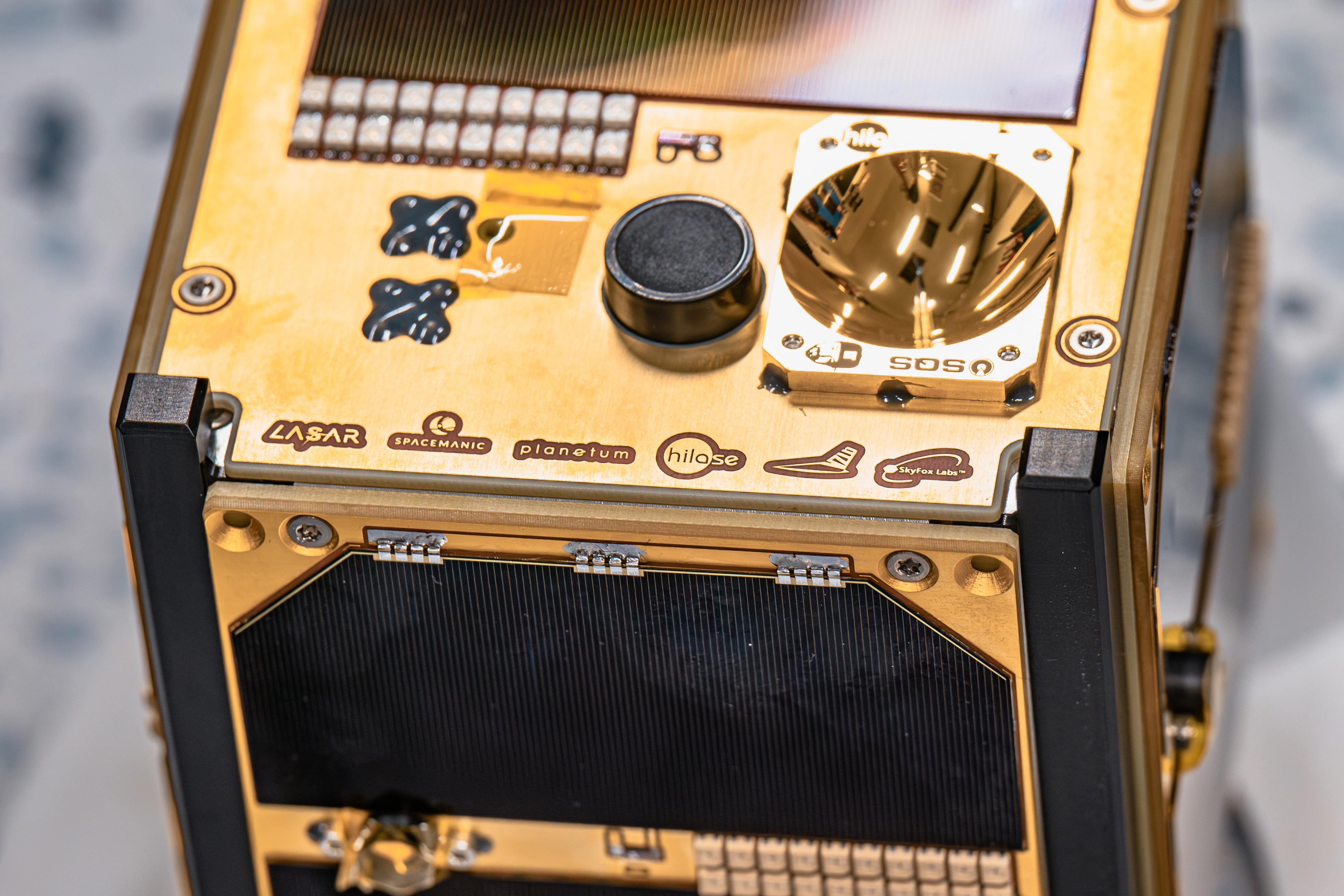
Vědecké přístroje LASARsatu. Vpravo se nachází parabola, vlevo nahoře série fotodiod

LASARsat je vybaven celkem sedmi vědeckými přístroji:
- fotodiodovým detektorem, jenž slouží k měření vlastností a energetické ztráty laserového paprsku po průchodu zemskou atmosférou,
- sérií LED, které pomáhají zvyšovat jasnost družice a tak napomáhají k jejímu přesnějšímu zaměření,
- koutovými odražeči, sloužícími jako reflektory laserového paprsku zpět na zemský povrch,
- Langmuirovou sondou, která slouží ke sledování ionizace okolí CubeSatu při zásahu laserem,
- Earthcam kamerou určenou pro snímkování Země. Mimo jiné slouží také k testování vlivu laseru na optické senzory,
- dvěma dozimetry, jeden od Výzkumného a zkušebního leteckého ústavu a druhý od společnosti SkyFox Labs. Porovnáním dat z těchto dvou dozimetrů dojde ke zpřesnění naměřených údajů o radiaci na oběžné dráze.[6]

### Účel
LASARsat primárně slouží k ověření metody týmu LASAR a k provádění experimentů pomocí rozličných druhů laserů umístěných na zemském povrchu. Na těchto experimentech se podílí centrum HiLASE se sídlem v Dolních Břežanech.
Testovat se bude schopnost resetovat pomocí laseru družici na oběžné dráze a schopnost odstraňování kosmického odpadu.
Družice poskytuje prostor pro výcvik nových radioamatérských operátorů, k popularizaci vesmírné vědy a průmyslu především u žáků základních a středních škol a ke zvýšení povědomí o problematice vesmírného smetí.

## Oběžná dráha
LASARsat byl vynesen na nízkou oběžnou dráhu Země v rámci sdílené mise programu Bandwagon, který zajišťuje společnost SpaceX. Dráha má výšku přibližně 600 kilometrů, sklon 45,5° vůči rovníku a dobu oběhu kolem 96 minut.